# Fernando Vergara
Fernando Vergara, mit vollständigem Namen Luis Fernando Vergara Meylan, (* 13. Mai 1970 in Santiago de Chile) ist ein ehemaliger chilenischer Fußballspieler und -trainer. Der Stürmer absolvierte sechs Länderspiele, in denen er drei Tore erzielte, und wurde als Spieler vier Mal nationaler Meister.

## Karriere

### Verein
In der Jugend von Audax Italiano zeichnete sich Fernando Vergara durch seine guten Leistungen aus. Sein Debüt gab er 1988 beim 2:1-Sieg über die Santiago Wanderers, bei dem er ein Tor erzielte. Nach einer kurzen Zeit beim Schweizer Klub FC Brüttisellen kehrte er nach Chile zum Hauptstadtklub Universidad de Chile zurück, jedoch konnte er sich erst bei Fernández Vial wieder einen Stammplatz in der Startelf erkämpfen. Fernández Vial stieg jedoch nach der Saison 1992 ab.
1993 wurde Vergara vom Topklub CSD Colo-Colo verpflichtet, wo er in seiner ersten Saison zwar Meister wurde, allerdings nicht über den Status eines Einwechselspielers hinauskam. 1994 wurde der Torjäger an Deportes Antofagasta verliehen, für das er acht Ligatore erzielte und so gestärkt zu den Albos unter Trainer Gustavo Benítez zurückkam, mit denen er drei weitere Meistertitel 1996, in der Clausura 1997 und 1998 holte. Dazu kommt noch der Sieg in der Copa Chile 1996, bei der Vergara Torschützenkönig wurde. Colo-Colo erreichte mit dem Sturmduo Vergara und Ivo Basay zudem zweimal das Halbfinale der Copa Sudamericana und einmal der Copa Libertadores. 1997 war Vergara bei einem einwöchigen Probetraining beim FC Everton zu Gast, doch zu einem Transfer nach England kam es nicht.
Seine zweite Station in Europa beim spanischen Zweitligisten Rayo Vallecano war wie schon in der Schweiz nicht von langer Dauer und er schloss sich nach nur einer Spielzeit wieder Colo-Colo an, die jedoch in wirtschaftliche Schwierigkeiten gerieten. 2001 spielte Vergara für Universitario de Deportes aus Peru und beendete schließlich 2002 seine Karriere bei Unión Española.

### Nationalmannschaft
Fernando Vergara gab im Oktober 1996 sein Debüt für Chile bei der 1:2-Niederlage im Qualifikationsspiel für die Weltmeisterschaft 1998 gegen Paraguay. Im Januar 1997 erzielte er beim 7:0-Erfolg im Freundschaftsspiel gegen Armenien zwei Treffer.
Die Copa América 1997 in Bolivien beendete La Roja nach drei Niederlagen ohne Punkt in der Gruppenphase. Vergara stand in allen drei Spielen in der Startelf und erzielte bei der 1:2-Niederlage im letzten Gruppenspiel gegen Ecuador den 1:1-Ausgleichstreffer und das einzige Turniertor Chiles. Dies war zugleich das letzte Länderspiel des Offensivspielers. Vergara absolvierte insgesamt sechs Länderspiele und erzielte drei Tore für La Roja.

### Trainer
Fernando Vergara wurde 2005 Trainer des AC Barnechea. Danach trainierte er diverse Klubs aus der chilenischen Liga. Beim CD Magallanes 2007 gelangen ihm 25 Siege in 32 Spielen. Mit Deportes Iquique schaffte Vergara 2012 den Einzug in die Copa Libertadores 2013, für den Klub aus dem Norden ein historischer Erfolg, jedoch wurde Vergara im noch Oktober 2012 entlassen. Den CD Cobreloa übernahm Vergara in einer Krise, schaffte aber auch nicht die Wende und kam in zehn Spielen auf nur sieben Punkte, so dass er den Klub nach zwei Monaten wieder verließ. Von Mai 2015 bis April 2016 trainierte Vergara Unión Española. Von 2021 bis 2022 war er Trainer bei Universidad de Concepción.

## Erfolge
Colo-Colo
- Chilenischer Meister (4): 1993, 1996, 1997-C, 1998
- Chilenischer Pokalsieger: 1996